# 704e division d'infanterie
La  704e division d'infanterie (en allemand : 704. Infanterie-Division ou 704. ID) est une des divisions d'infanterie de l'armée allemande (Wehrmacht) durant la Seconde Guerre mondiale.

## Création
La 704. Infanterie-Division est formée le 15 avril 1941 avec du personnel venant du Wehrkreis IV en tant qu'élément de la 15. Welle (15e vague de mobilisation).
Elle est transférée en mai 1941 en Yougoslavie où elle prend part à des opérations de sécurité et de luttes anti-partisanes.
Pendant ses opérations en Serbie, son Infanterie-Regiment 724 avec l'Infanterie-Regiment 749 de la 717. Infanterie-Division prennent part aux massacres de plus de 2 300 civils de la ville de Kragujevac le 20 et 21 octobre 1941 en représailles d'attaques de partisans. Ce crime de guerre est connu sous le nom de massacre de Kragujevac.
Le 1er avril 1943, elle est réorganisée et renommée 104. Jäger-Division.

## Organisation

### Commandants
| Date                            | Grade           | Commandant           |
| ------------------------------- | --------------- | -------------------- |
| 22 avril 1941 - 15 août 1942    | Generalmajor    | Heinrich Borowski    |
| 15 août 1942 - 20 février 1943  | Generalleutnant | Hans Juppe           |
| 20 février 1943 - 30 avril 1943 | Generalleutnant | Hartwig von Ludwiger |

## Théâtres d'opérations
- Allemagne : Mai 1941 - Mai 1941
- Serbie et Croatie : Mai 1941 - Avril 1943
  - Opérations anti-partisans en Croatie
  - Opération Prijedor (Infanterie-Regiment 724)
  - Bataille de Kozara
  - Opération Fruška Gora

## Ordres de bataille
1941
- Infanterie-Regiment 724
- Infanterie-Regiment 734
- Radfahr-Kompanie 704
- Artillerie-Abteilung 654
- ionier-Kompanie 704
- Nachrichten-Kompanie 704
- Versorgungseinheiten 704